# 长柄线蕨
长柄线蕨（学名：Leptochilus ellipticus var. longipes）为水龙骨科薄唇蕨属下的一个变种。